# Carl Sauer
Pour les articles homonymes, voir Sauer.
Carl Ortwin Sauer, né le 24 décembre 1889 à Warrenton (Missouri), et mort le 18 juillet 1975 à Berkeley (Californie), est un géographe américain. Il a fondé l'école de Berkeley.

## Biographie
Carl Sauer et le fils de William Albert Sauer et de Rosetta J. Vosholl. Il est né dans le Missouri, dans une communauté d'immigrants allemands. Il va aller faire ses études en Allemagne et cela va très fortement l'influencer. Puis, il fait ses études à l'université de Chicago et y acquiert des compétences naturalistes et notamment sur l'écologie végétale. Il enseigne la géographie pendant 35 ans à l'université de Berkeley. Il va avoir une grande influence sur la géographie humaine entre 1920 et 1970.